# Hosni Benslimane
 (décembre 2018).
Si vous disposez d'ouvrages ou d'articles de référence ou si vous connaissez des sites web de qualité traitant du thème abordé ici, merci de compléter l'article en donnant les références utiles à sa vérifiabilité et en les liant à la section « Notes et références ».
Hosni Benslimane est un général de corps d'armée marocain né le 14 décembre 1935 à El Jadida. Il est commandant de la Gendarmerie royale marocaine depuis 1974.
Benslimane fait partie des quatre militaires les plus gradés des Forces armées royales, avec les généraux Abdelaziz Bennani, Abdelhak Kadiri et Bouchaïb Arroub.

## Biographie

### Famille
De son côté maternel, Hosni Benslimane est le neveu du docteur Abdelkrim Al Khatib, fondateur du parti de la justice et du développement. Du côté paternel, il est le neveu de Fatmi Benslimane, président du Conseil du trône en 1955. Sa sœur, Fatima Hassar Benslimane, est mariée avec Laârbi Hassar. Sa femme Joudia Hassar-Benslimane est une archéologue de renom et une figure emblématique de l'archéologie marocaine.
Le neveu d'Hosni Benslimane est Saâd Hassar, Secrétaire d’État à l'Intérieur. Un de ses cousins est Moulay Ismaïl Alaoui, ancien secrétaire général du Parti du progrès et du socialisme (PPS). Une des filles de Hosni Benslimane est mariée à Hassan Karim Lamrani, fils de l'ex-premier ministre Mohammed Karim Lamrani, tandis qu'une autre a épousé le neveu d'Abdelkrim Khatib et la dernière travaille dans une grande entreprise marocaine.

### Formation
Il est issu de la promotion « Mohamed V » de l'école spéciale militaire de Saint-Cyr, et est diplômé en France en 1956-1957.

## Parcours
Il est nommé, le 5 octobre 1967, directeur général adjoint de la sûreté nationale.
En 2013, la presse marocaine donnait Mohamed Haramou comme successeur de Hosni Benslimane à la tête de la gendarmerie royale.
Le 4 décembre 2017, il prend retraite de ses fonctions de commandant de la gendarmerie royale et est décoré du Grand Cordon du Ouissam Al Arch,,,.

### Carrière civile
Hosni Benslimane était un ancien footballeur évoluant au poste de gardien de but dans l'équipe de l'Association Sportive des FAR de 1958 à 1961 avant de s'intéresser uniquement à la vie militaire[réf. nécessaire]. Il remporta, lors de sa carrière de footballeur, une coupe du Trône en 1959, un championnat de seconde division en 1959, un championnat de première division en 1961 et deux Supercoupe du Maroc de football en 1959 et 1961[réf. souhaitée].
En 1994, Hosni Benslimane est nommé président de la commission provisoire chargée de la gestion du football marocain. En 1996, il est élu, puis réélu depuis par acclamation, président de la Fédération royale marocaine de football (FRMF)[réf. nécessaire]. Il présente sa démission de ce poste le 16 avril 2009, après une colère populaire en cédant sa place à un comité provisoire qui donna naissance à un nouveau staff géré par Ali Fassi Fihri. Hosni Benslimane préside également le Comité national olympique marocain (CNOM) et l'équipe militaire Association Sportive des FAR[réf. souhaitée].
Le 14 juin 2017, il cède sa place de président du Comité national olympique marocain au président de la Société Nationale de Radiodiffusion et Télévision et Président de la fédération royale marocaine de tennis Fayçal Laraichi,.

## Familles
Sa mère Hajja Hiba El Khatib Benslimane est décédé en 2010. Elle était mariée à Driss Benslimane et est la sœur du docteur (Abdelkrim) EL Khatib.

## Décorations
- Grand officier de l'ordre du Trône — Le 14 février 2004, il est décoré grand officier de l'ordre du Wissam al-Arch[16] — ordre du Trône[17] — par le roi Mohammed VI au Palais royal de Rabat[18].
- Grand Cordon de l'Ordre du Trône le 4 décembre 2017[19].